# Mets de New York
Pour les articles homonymes, voir Mets.
 Saison 2025 des Mets de New York

Logo Mets de New-York

Les Mets de New York (New York Mets en anglais) sont une franchise de baseball de la Ligue majeure de baseball située dans le Queens à New York. Surnommée The Amazin's, la franchise des Mets est fondée en 1962 et évolue depuis 2009 au Citi Field. Ils font partie de la division Est de la Ligue nationale.
En s'appuyant sur des joueurs tels Tom Seaver, Nolan Ryan et Gary Carter, les Mets ont remporté deux fois la Série mondiale en 1969 et 1986.

## Histoire

### Les débuts
En 1957, la ville de New York perd ses deux franchises de Ligue nationale, les Dodgers de Brooklyn et les Giants de New York, transférées respectivement à Los Angeles et San Francisco. C'est la conséquence de l'absence de solution pour offrir de nouveaux stades à ces deux équipes qui évoluent alors dans des installations indignes de leur rang, mais aussi des ponts d'or proposés par les Californiens pour attirer ces franchises, comprenant des installations modernes. Dès ce moment, William Shea, un avocat new-yorkais, est mandaté par le maire de New York pour monter un projet destiné à ramener une franchise de Ligue nationale dans sa ville. Après avoir tenté de racheter les Reds de Cincinnati, les Phillies de Philadelphie et les Pirates de Pittsburgh, Shea décide de créer sa propre ligue, la Continentale, destinée à concurrencer les deux Ligues majeures existantes, la Nationale et l'Américaine. Face à ce projet menaçant leur hégémonie, les deux Ligues majeures acceptent finalement une expansion de quatre équipes dans les championnats existants, deux pour la Ligue américaine (les Angels de la Californie et les Senators de Washington) et deux pour la Ligue nationale. New York est assuré d'une de ces deux dernières places, et la franchise des Mets de New York est créée en 1962, jouant son premier match le 11 avril. Le projet de Ligue continentale est logiquement abandonné.
Le nom de Mets (abréviation de « Metropolitans ») est choisi en mémoire d'un célèbre club de baseball new-yorkais des années 1880 : Metropolitans de New York. Active de 1880 à 1887, cette équipe était surnommée les « Mets ».
Les premières années de la nouvelle franchise sont plutôt catastrophiques d'un point de vue sportif. Établis dès 1964 au Shea Stadium, dans le quartier Queens, les Mets se distinguent surtout par des défaites nombreuses et spectaculaires lors de leurs saisons d'apprentissage du baseball au plus haut niveau.

### Le premier titre (1969)
Le premier coup de théâtre de l'histoire des Mets ne se fait cependant pas attendre très longtemps, puisque leur première victoire en Série mondiale a lieu sept ans à peine après la création du club, en 1969. C'est de cette époque que date la fameuse expression Amazing Mets » (« Fabuleux Mets »), qui souligne alors l'incroyable exploit de cette jeune équipe.

### Le second titre (1986)
Dix-sept ans après le premier sacre, en 1986, le titre mondial revient une deuxième fois dans le Queens au terme d'une Série mondiale de très haute qualité. Durant le sixième match, les Red Sox de Boston semblent avoir le trophée déjà en poche : il ne reste qu'un seul batteur à éliminer pour la victoire finale, mais Boston n'y parvient pas. Les Mets se mettent à enchaîner les coups sûrs, et reviennent à égalité avant de remporter ce sixième match en profitant d'une erreur restée fameuse par le joueur de première base des Red Sox. Lors du septième match, les Mets s'imposent et remportent le titre.

### Les Mets aujourd'hui

Une autre version du logo des Mets utilisée de 1999 à 2013.

À partir de 1986, les Mets rejoignent le ventre mou de la Ligue nationale, avant de refaire surface dès 2000. Ils remportent cette année-là leur premier titre de la Ligue nationale en 14 ans mais s'inclinent en 5 parties devant les Yankees de New York en Série mondiale 2000, lors de la première série du métro entre deux franchises new-yorkaises depuis l'affrontement Yankees-Brooklyn de 1956.
L'acquisition de joueurs autonomes (free agents) et la politique dynamique des dirigeants conduisent les Mets à remporter le titre dans sa division en 2006, mais le club perd finalement sa demi-finale face aux Cardinals de Saint-Louis lors du septième match, privant ses supporters d'une place en finale des Séries mondiales, vingt ans après le dernier titre. La franchise connaît une désillusion similaire en 2007 : après avoir longtemps mené dans sa division, les Mets sont privés de participation aux séries éliminatoires par les Phillies de Philadelphie, sur le fil.
Les Mets animent le marché des joueurs autonomes durant l'hiver 2007-2008 en recrutant à grands frais Johan Santana. Et la saison 2008 marque les adieux au Shea Stadium : le nouveau Citi Field de 45 000 places ouvre ses portes au club au printemps 2009.
L'implication des propriétaires des Mets, Fred Wilpon et Saul Katz, dans la chaîne de Ponzi de l'escroc Bernard Madoff place la franchise dans une situation de précarité financière lorsque le scandale éclate au grand jour en décembre 2008. Une poursuite contre Wilpon et Katz est réglée hors cour en 2012. Les Mets enregistrent 5 saisons perdantes consécutives de 2009 à 2013 et ne participent pas aux éliminatoires depuis 2006. Il y a toutefois de l'espoir à l'horizon après ces 5 années car le club compte sur quelques talentueux jeunes joueurs tels Matt Harvey et Zack Wheeler. Le vétéran R. A. Dickey remporte en 2012 le trophée Cy Young du meilleur lanceur de la Ligue nationale avant d'être échangé quelques semaines plus tard aux Blue Jays de Toronto contre une poignée de joueurs d'avenir. En novembre 2012, les Mets prolongent jusqu'en 2020 le contrat de leur joueur de troisième but étoile David Wright.
Le 1er juin 2012 à Citi Field, alors que la franchise célèbre ses 50 ans, Santana réussit le premier match sans point ni coup sûr de l'histoire des Mets, laissant les Padres de San Diego comme seule équipe à n'avoir jamais aligné de lanceur auteur d'un tel exploit[pas clair].

## Palmarès
- Champions de la Série mondiale (World Series) (2) : 1969, 1986.
- Champions de la Ligue nationale (5) : 1969, 1973, 1986, 2000, 2015.
- Titres de division (6) : 1969, 1973, 1986, 1988, 2006, 2015
- Meilleurs deuxièmes (3) : 1999, 2000, 2016

## Trophées et honneurs individuels

### Mets auTemple de la renommée du baseball

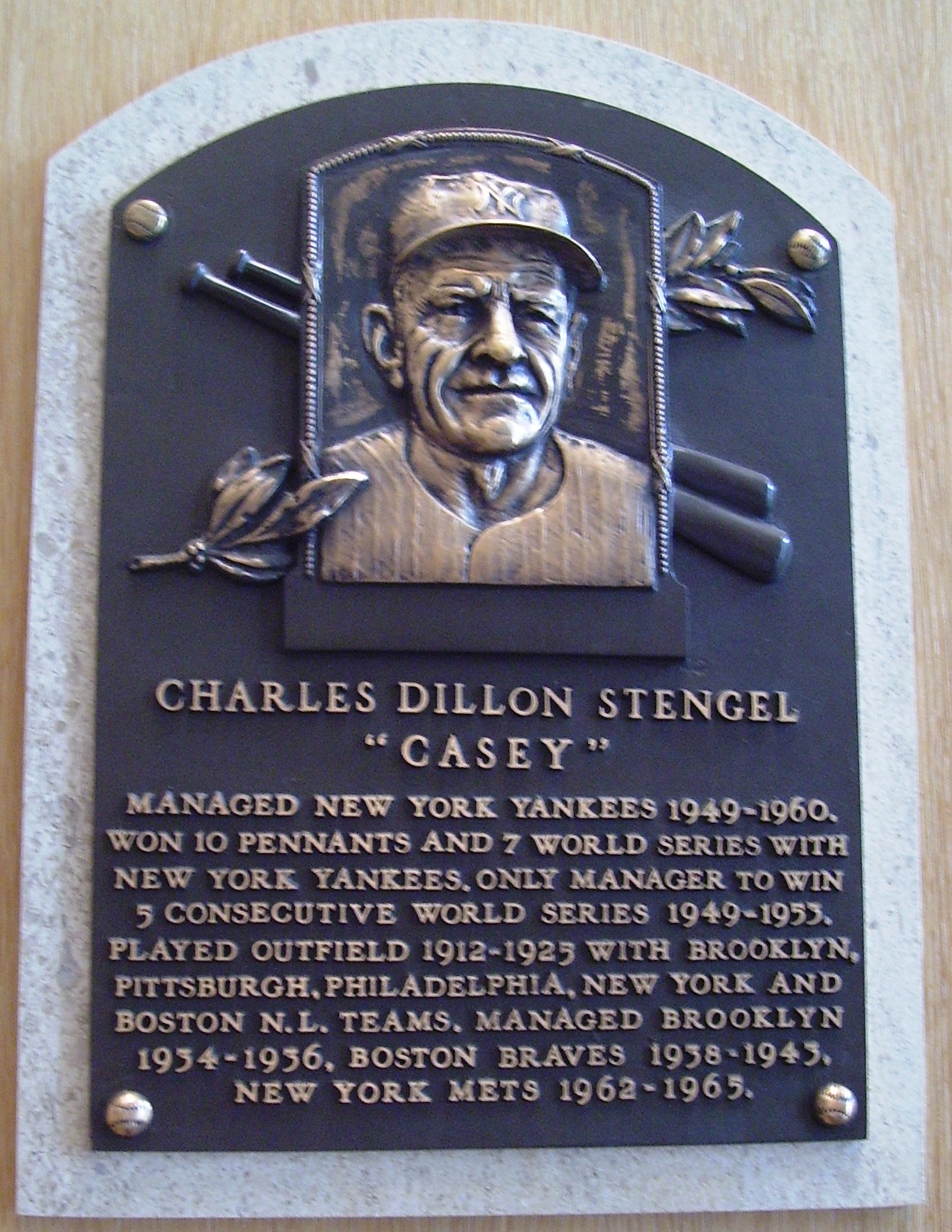
Plaque commémorative pour Casey Stengel au Temple de la renommée

Seul Tom Seaver, lanceur de 1967 à 1977 puis en 1983, fut intronisé au Temple de la renommée du baseball en tant que joueur des Mets. Mike Piazza, receveur de 1998 à 2005, est devenu le 2e joueur des Mets au Temple en 2016.
Autres joueurs membres du Temple de la renommée ayant évolué brièvement chez les Mets :
- Richie Ashburn, champ extérieur, 1962
- Yogi Berra, receveur, 1965, gérant, 1972-1975
- Gary Carter, receveur, 1985-1989
- Gil Hodges, premier but, 1962-1963
- Pedro Martínez, lanceur, 2005-2008
- Willie Mays, champ extérieur, 1972-1973
- Eddie Murray, premier but  1992-1993
- Nolan Ryan, lanceur, 1966, 1968-1971
- Duke Snider, champ extérieur, 1963
- Warren Spahn, lanceur, 1965
- Casey Stengel, gérant, 1962-1965

### Numéros retirés
- 14. Gil Hodges, premier but 1962-63, gérant 1968-71
- 16. Dwight Gooden, lanceur 1984-94
- 17. Keith Hernandez, premier but 1983-89
- 18. Darryl Strawberry, champ extérieur 1983-90
- 24. Willie Mays, champ extérieur 1972-73
- 31. Mike Piazza, receveur 1998-2005
- 37. Casey Stengel, gérant 1962-65
- 41. Tom Seaver, lanceur 1966-77, 1983
- 42. Jackie Robinson retiré par la MLB

### Autres trophées et honneurs
| - Trophée Cy Young (depuis 1956) : - Tom Seaver (1969, 1973 et 1975) - Dwight Gooden (1985) - R. A. Dickey (2012) - Jacob deGrom (2018 et 2019) - Prix Roberto Clemente (depuis 1971) : - Gary Carter (1989) - Al Leiter (2000) - Carlos Delgado (2006) |  | - Recrue de l'année (depuis 1947) : - Tom Seaver (1967) - Jon Matlack (1972) - Darryl Strawberry (1983) - Dwight Gooden (1984) - Jacob deGrom (2014) - Pete Alonso (2019) |

## Les stades des Mets
En attendant la construction de leur propre stade, les Mets évoluent durant leurs premières saisons à Manhattan au Polo Grounds (1962-1963). Shea Stadium, dans le quartier de Flushing (Queens) est inauguré le 17 avril 1964 et offre 55 000 places. 2008 marque les adieux au Shea Stadium. Les Mets évoluent au Citi Field depuis la saison 2009. Cette nouvelle enceinte de 45 000 places est située juste à côté du Shea Stadium.

## Affiliations enligues mineures
| Niveau | Franchise                   | Ligue                      | Ville              | État                   | Affilié depuis |
| ------ | --------------------------- | -------------------------- | ------------------ | ---------------------- | -------------- |
| AAA    | Mets de Syracuse            | Ligue internationale       | Syracuse           | New York               | 2019           |
| AA     | Rumble Ponies de Binghamton | Eastern League             | Binghamton         | New York               | 1991           |
| A+     | Cyclones de Brooklyn        | South Atlantic League      | Brooklyn, New York | New York               | 2001           |
| A-     | Mets de St. Lucie           | Ligue de l'État de Floride | Port Sainte-Lucie  | Floride                | 1988           |
| Rookie | FCL Mets                    | Florida Complex League     | Port Sainte-Lucie  | Floride                | 1983           |
| Rookie | DSL Mets 1                  | Dominican Summer League    | Boca Chica         | République dominicaine | 1992           |
| Rookie | DSL Mets 2                  | Dominican Summer League    | Boca Chica         | République dominicaine | 1998           |